# Metnitz
Metnitz är en ort och kommun  i Österrike. Den ligger i distriktet Sankt Veit an der Glan i förbundslandet Kärnten, i den centrala delen av landet, 210 km sydväst om huvudstaden Wien. 
Kommunen består av 22 orter (Ortschaften) (inom parentes invånarantal 1 januari 2024):

- Auen (12)
- Feistritz (128)
- Felfernigthal (0)
- Grades (301)
- Klachl (74)
- Laßnitz (69)
- Maria Höfl (10)
- Marienheim (19)
- Metnitz (462)
- Mödring (46)
- Oberalpe (11)
- Oberhof Schattseite (64)
- Oberhof Sonnseite (99)
- Preining (60)
- Schnatten (18)
- Schwarzenbach (52)
- Teichl (161)
- Unteralpe (55)
- Vellach (103)
- Wöbring (60)
- Zanitzberg (18)
- Zwatzhof (23)